# 1978 год в СССР

## Январь
- 9 января — В Женеве возобновились переговоры СССР и США об ограничении стратегических вооружений (ОСВ).
- 10 января — Старт космического корабля «Союз-27», приземление 16 марта 1978 года. Экипаж старта — В. А. Джанибеков, О. Г. Макаров.
- 16 января — приземление корабля «Союз-26». Экипаж посадки — В. А. Джанибеков, О. Г. Макаров. В первый раз состоялась экспедиция посещения на орбитальную станцию и в первый раз произошла замена космического корабля на орбите (экипаж стартовал на «Союзе-27»).
- 24 января — при входе в атмосферу разрушился и упал на Северо-Западные территории Канады, вызвав радиоактивное заражение, советский спутник «Космос-954».
- 28 января — в СССР учреждена Юбилейная медаль «60 лет Вооружённых Сил СССР».

## Февраль
- 3 февраля — в РСФСР в связи с предстоящей всесоюзной переписью населения временно прекращены административно-территориальные изменения с 1 июня 1978 года до 1 мая 1979 года.
- 17 февраля — в СССР присвоено звание Маршала Советского Союза генералу армии С. Л. Соколову и звание генерала армии генерал-полковнику В. И. Варенникову.
- 20 февраля — Л. И. Брежнев награждён орденом «Победа».

## Март
- 2 марта — старт космического корабля «Союз-28» с первым в истории международным экипажем в составе лётчика-космонавта СССР А. А. Губарева и космонавта-исследователя гражданина Чехословацкой Социалистической Республики В. Ремека в рамках программы «Интеркосмос». Приземление 10 марта 1978 года.
- 16 марта — приземление космического корабля «Союз-27». Экипаж посадки — Ю. В. Романенко, Г. М. Гречко.
- 14 апреля — Тбилиси прошла массовая демонстрация с требованием признания грузинского языка официальным в республике.
- 20 апреля — южнокорейский Боинг-707, вторгшийся в воздушное пространство СССР, повреждён советским перехватчиком и совершил вынужденную посадку в районе Кеми.

## Апрель
- 3 апреля — установлены дипломатические отношения между СССР и Джибути[1].
- 12 апреля — Верховным Советом РСФСР введена в действие новая Конституция РСФСР, действовавшая до принятия Конституции РФ в 1993 году.
- 20 апреля – Катастрофа Boeing 707 в Карелии.

## Август
- 26 августа — в СССР стартовал космический корабль «Союз-31» (приземление 2 ноября). Экипаж старта — третий международный: В. Ф. Быковский и гражданин ГДР Зигмунд Йен (приземление 3 сентября)[2].

## Октябрь
- 8 октября — ядерный взрыв «Вятка» (15 килотонн).

## Ноябрь
- 2 ноября — приземление корабля Союз-31. Экипаж посадки — В. В. Ковалёнок, А. С. Иванченков.

## Декабрь
- 1 декабря — принят закон «О гражданстве СССР».
- 5 декабря — в Москве подписан Договор о дружбе, добрососедстве и сотрудничестве между СССР и Демократической Республикой Афганистан.
- 13 декабря — в СССР присвоено звание генералов армии заместителям председателя КГБ генерал-полковникам С. К. Цвигуну и Г. К. Циневу, а также командующему погранвойсками генерал-полковнику В. А. Матросову.
- 30 декабря — в Киеве введена в эксплуатацию[3][4] первая в СССР[5][6] линия скоростного трамвая, построенная по инициативе Владимира Веклича[7][8] и Василия Дьяконова[9].